# Heaven's Gate (religiös grupp)
Heaven's Gate var en amerikansk domedagssekt som trodde att dess anhängare skulle hämtas från denna världen till en högre existens av ett utomjordiskt rymdskepp. 39 medlemmar i sekten begick kollektivt självmord den 24-26 mars 1997 genom förtäring av pentobarbital och etanol på Rancho Santa Fe i San Diego, Kalifornien, USA, i samband med att kometen Hale–Bopp passerade nära jorden.

## Rörelsens bakgrund
Rörelsens tog sin början med att amerikanerna Marshall Applewhite och Bonnie Nettles fick en insikt. Detta skedde någon gång i början av 1970-talet, medan Applewhite var musikprofessor och Nettles en gift sjuksköterska med fyra barn. De möttes på sjukhuset som Nettles jobbade på när Applewhite blev inlagd där för behandling av ett hjärtfel. Den insikt de fick var att de betraktade sig som  utvalda, som kommit till jorden från The Kingdom of Heaven ("Det himmelska kungadömet"). De kallade sig the away team, ungefär "bortalaget", och menade att de var här för att ge människorna på jorden en sista chans att följa med dem till The Kingdom of Heaven innan jorden skulle förnyas. Det var detta som de två nyvunna kamraterna började predika om i Oregon, USA, 1973. Detta följdes av flera års predikande runt om i USA. De predikade om bland annat att de båda skulle dö för att tre och en halv dagar senare återuppstå igen. Redan från början märktes det att Applewhite var sektens huvudledare medan Nettles stod mera i skuggan och var hans högra hand. Från början kallade de sig för Bo och Peep men bytte senare till Do (Applewhite) och Ti (Nettles). Varför de kallade varandra dessa namn är något oklart men troligen var det dessa namn som de hade i sitt rike. 
Predikoturnén avlöpte inte helt problemfritt. De blev båda arresterade för bilstöld och för
kreditkortsbedrägeri. Medan Applewhite dömdes till fyra månaders fängelse för bilstölden frikändes Nettles för kreditkortsstölden. 
När Applewhite släpptes från fängelset 1976 slog han sig återigen ihop med Nettles och kort därefter kom deras första "officiella" uttalande där de förklarade sin tro. I samma veva kom de över en stor summa pengar. Om det nu rörde sig om stöld eller en väldigt generös donation vet man inte. Med pengarna köpte de en ranch i Dallas-Fort Worth. Vid denna tidpunkt hade de omkring tjugo medlemmar och de gick under jorden med rörelsen och inga nya medlemmar släpptes in. 
Fram till 1993, då sekten blev offentlig igen, hade deras verksamhet varit mycket diskret. Det visade sig att Applewhites vapendragare Nettles hade dött 1985. Applewhite publicerade tolv stycken videolektioner och budskapen i dessa visade sig vara mycket mer apokalyptiska än vad man tidigare hade gått ut med.
1997 tog 39 av sektens 41 medlemmar sitt liv i ett stort kollektivt självmord. En av anledningarna till självmordet tros vara att de trodde att det rymdskepp som skulle föra dem till The Kingdom of Heaven följde med Hale–Bopp, kometen som passerade jorden vid den tiden.

## Tro
Inom Heaven’s Gate såg man människokroppen som endast en behållare för själen. Denna fångenskap i materien betraktades som det största hindret för individens andliga utveckling eftersom en människokropp dras med en stor uppsättning, som sekten såg det, oönskade drifter. En av de största och mest problemfyllda drifterna ansågs sexualdriften vara, och den måste till varje pris kuvas, även om det innebar kastrering. Kastrering var inget krav, men ungefär hälften av männen i Heavens Gate var kastrerade inklusive ledaren Applewhite. 
En annan "drift" var familjebanden som måste undertryckas för att medlemmen helhjärtat skulle kunna koncentrera sig på undervisningen. Sektens syn på skillnaderna mellan könen var att den skulle vara obefintlig och att alla människor är lika värda. De ansåg även att det inte är någon skillnad mellan människor med olika hudfärg eller etnisk bakgrund. Människor befinner sig på en högre nivå än djuren, eftersom sekten ansåg att människan hade kommit längre i den så kallade ”själsliga utvecklingen” och framför allt närmare Gud.
Man ser alltså inga större skillnader mellan människor, det är endast det själsliga som skiljer dem åt. Vissa människor har större möjlighet att komma till "den evolutionära nivån ovanför människan". De som har större möjlighet är de som nått längst i sin själsliga utveckling och känner att de inte har något mer att hämta i detta liv. 
Men för att komma upp till The Kingdom of Heaven räcker det dock inte att man enbart är redo rent själsligt. För att komma dit måste man även ha fått utbildning och guidning av en varelse/själ från just The Kingdom of Heaven och denna ”representant” måste även vara nöjd med personen. Hittills inom historien är det endast  Jesus och Applewhite som har varit exempel på rättfärdiga ombud från The Kingdom of Heaven. Ytterligare att säga om utbildningen är att den inte tar en dag, inte heller en vecka, utan den kan ta från flera månader till många år. Varje persons utveckling är individuell och därför går utvecklingen olika snabbt för olika personer.
Dessutom finns det en hel del hinder för att uppnå sektens paradis. Förutom sexualdriften och familjebanden finns en stor uppsättning drifter och begär. Heaven’s Gate ansåg att den giriga värld vi lever i med snabba pengar, maktbegär och mycket våld är helt förkastlig. Den moderna människan använde inte nog mycket med tid för att utveckla själen, och hade inte heller någon möjlighet till en sådan utveckling om hon inte lämnade världen och anslöt sig till sekten.
Ett annat hinder är de så kallade Luciferianerna (varelser som blivit utkastade från The Kingdom of Heaven) som försöker på alla sätt att lura människan bort från själslig fullkomlighet för att själva kunna styra på jorden. Till sin hjälp tar de den teknologi, såsom flygande tefat och avancerade hologram (som sekten kallade religiösa mirakel) som de lärde sig innan de blev utkastade. Den så kallade "sociala normen" är det största av Luciferianernas medel för att hindra människan att avancera till The Kingdom of Heaven. Det var även de som mördade Jesus. De tror även att bibeln är ett resultat av en 600 år gammal konspirationsteori skriven av Luciferianerna.
Sammanfattningsvis skall man som människa, för att bli en bättre människa, göra sig av med alla sina mänskliga drifter och behov, inte tänka själv utan lita på de äldres kunskaper, hjälpa andra människor att uppnå dessa mål och helt hänge sig åt Gud såsom det står i den kristna Bibeln "Du skall älska Herren, din Gud, av allt ditt hjärta och av all din själ och av allt ditt förstånd" som finns att hitta i Matteus 22:37 av en bibelöversättning från 1917.

## Etik och moral
Sekten har många regler, det viktigaste är dock att man inte får vara lat, inte ljuga för sina lärare och klasskamrater (alltså sektmedlemmar), berätta direkt när man har gjort fel, inte visa eller uppmana till sexuella känslor och inte medvetet bryta emot regler och instruktioner.
Som det är idag är det kulturellt beroende på vad som är riktigt i våra samhällen. Detta anser Heaven’s Gate vara helt förkastligt, man bör istället följa deras regler eftersom de är Guds nya budord.

## Struktur
När man väl steg in i Heaven’s Gate var man någorlunda fast. Ingen av medlemmarna gick ur sekten. Väl inne i ”familjen” gav man upp alla sina materiella tillgångar inklusive pengar. Livsstilen kan närmast beskrivas asketisk. Många män kastrerades frivilligt för att kunna uppehålla den extrema asketiska livsstilen.
Finansieringen av sekten sköttes genom att några av medlemmarna (som hade ett förflutet inom it-sektorn) designade webbplatser åt klienter. Sekten delade tillgångarna jämnt med varandra.

## Det kollektiva självmordet
Den 24-26 mars 1997 tog sektens historia abrupt slut genom ett kollektivt självmord. I tre omgångar tog sektens medlemmar en rituell citrusdryck där bland annat vodka och pentobarbital fanns. Man antar att meningen var att man skulle rena kroppen. En av anledningarna till självmordet var att de trodde att det rymdskepp som skulle föra dem till The Kingdom of Heaven följde med Hale–Bopp kometen som passerade jorden vid den tiden. 39 människor dog, däribland sektens ledare Marshall Applewhite. 21 av de döda var kvinnor och 18 män i åldrarna 26 till 72. Sektens medlemmar begick självmord några åt gången, 15 stycken dag ett, 15 stycken dag två och 9 stycken sista dagen. Sekten lär ha förberett sig för självmordet redan från sektens början. Det enda som fattades för att de skulle begå självmord var ett "tecken". "Tecknet" uppenbarade sig som kometen Hale-Bopp.

## Applewhite's tolv videoklipp
Under tiden som sekten avskärmade sig släppte Applewhite tolv stycken inledande videoklipp som skulle få folk att ansluta sig till sekten. Videoklippens huvudsakliga handling var främst predikan om varför man skulle ansluta sig till sekten och vad som kommer hända med jorden, men även historisk information om hur det var möjligt att uppnå andlig utveckling och vem han egentligen var själsmässigt. 